# 小原唯和
小原 唯和（おばら ゆいと、2002年4月2日 - ）は、日本の俳優。島根県松江市出身。ホリ・エージェンシーを経て、Lucolort所属。

## 略歴
2015年、ジュノン・スーパーボーイ・コンテストのファイナリストになったことで芸能界入りする。また、ファッション雑誌『nicola』において、メンズモデルも務める。
2017年、テレビドラマ『あなたのことはそれほど』に中学時代の有島光軌役で俳優デビュー。
2019年、スーパー戦隊シリーズ『騎士竜戦隊リュウソウジャー』でトワ / リュウソウグリーン役を務める。シリーズで初期メンバーでは初となる21世紀生まれである。
2021年、所属事務所の公式ホームページからプロフィールが削除される。同年7月7日、Lucolortに所属することが発表された。

## 人物・エピソード
朝に強く、『リュウソウジャー』で共演した岸田タツヤや兵頭功海らはよく起こしてもらっていたという。
『リュウソウジャー』でチーフプロデューサーを務めた丸山真哉は小原を起用した理由について、最年少でありながら目力や芝居にセンスがあることなどを挙げている。メインライターの山岡潤平は、序盤でのキツいセリフも小原の演技でそれほど嫌な感じにならなかったと述べている。

## 出演

### テレビドラマ
- あなたのことはそれほど 第1話（2017年4月17日、TBS） - 有島光軌（中学時代） 役[4]
- 愛してたって、秘密はある。（2017年7月16日 - 9月17日、日本テレビ） - 奥森黎（中学時代） 役[7]
- 相棒16 元日スペシャル（2018年1月1日、テレビ朝日） - 椎名智弘 役[8]
- 執事 西園寺の名推理 第4話（2018年5月11日、テレビ東京） - 雪村瑞樹 役[9]
- シグナル 長期未解決事件捜査班 第8話 - 最終話（2018年5月29日 - 6月12日、関西テレビ） - 小川陽一 役[10]
- スーパー戦隊シリーズ（テレビ朝日）
  - 4週連続スペシャル スーパー戦隊最強バトル!!（2019年2月17日 - 3月10日） - リュウソウグリーンの声 役[11]
  - 騎士竜戦隊リュウソウジャー（2019年3月17日 - 2020年3月1日） - トワ / リュウソウグリーン 役[11]
- 特捜9 season3 第4話（2020年4月29日、テレビ朝日） - 志倉登 役[12]

### ネットドラマ
- &美少女 NEXT GIRL meets Tokyo 第11話（2017年6月21日、FOD） - 宮崎健太 役[13]
- 騎士竜戦隊リュウソウジャー THE LEGACY OF The Master's Soul（2021年10月17日、東映特撮ファンクラブ） - トワ 役[14]

### 映画
- 花は咲くか（2018年2月24日公開、東映） - 水川菖太 役[15]
- OVER DRIVE（2018年6月1日公開、東宝） - 檜山篤洋（中学時代） 役[16]
- 愛唄 -約束のナクヒト-（2019年1月25日公開、東映）
- スーパー戦隊シリーズ（東映） - トワ / リュウソウグリーン 役
  - 騎士竜戦隊リュウソウジャー THE MOVIE タイムスリップ!恐竜パニック!!（2019年7月26日公開）[17]
  - 劇場版 騎士竜戦隊リュウソウジャーVSルパンレンジャーVSパトレンジャー（2020年2月8日公開）[18]
  - 騎士竜戦隊リュウソウジャー 特別編 メモリー・オブ・ソウルメイツ（2021年2月20日公開）[19]

### オリジナルビデオ
- 魔進戦隊キラメイジャーVSリュウソウジャー（2021年8月4日、東映ビデオ） - トワ / リュウソウグリーン 役[20]

### CM
- 湘南ゼミナール 夏だ！サッカー編（2017年）
- Twitter サッカーキャンペーン マイベストイレブン（2018年）
- モンスターストライク（2018年）

### 玩具
- 騎士竜戦隊リュウソウジャー リュウソウケン -MEMORIAL EDITION-（2020年9月）
- 騎士竜戦隊リュウソウジャー ガイソーケン -MEMORIAL EDITION-（2022年2月）

## ディスコグラフィ

### キャラクターソング
| 発売日        | 商品名                                                | 歌               | 楽曲             | 備考                                             |
| ------------- | ----------------------------------------------------- | ---------------- | ---------------- | ------------------------------------------------ |
| 2020年2月19日 | 騎士竜戦隊リュウソウジャー キャラクターソングアルバム | トワ（小原唯和） | 「疾風のように」 | テレビドラマ『騎士竜戦隊リュウソウジャー』関連曲 |
| 2020年3月18日 | 騎士竜戦隊リュウソウジャー 全曲集                     | トワ（小原唯和） | 「疾風のように」 | テレビドラマ『騎士竜戦隊リュウソウジャー』関連曲 |